# Lucho Herrera
Luis Alberto Herrera Herrera (Fusagasugá, Cundinamarca, 4 de mayo de 1961), más conocido como Lucho Herrera, es un exciclista colombiano, profesional entre 1982 y 1992, durante los cuales consiguió 30 victorias, siendo la más importante la Vuelta a España 1987.

Lucho Herrera fue el primer ciclista colombiano y latinoamericano en ganar una de las tres Grandes Vueltas del ciclismo, tras ganar la Vuelta a España 1987. Fue pionero del ciclismo colombiano en Europa, y su mayor exponente durante la década de 1980. Era un excelente escalador, tal vez el mejor del mundo durante los años ochenta, como demuestran sus victorias en las clasificaciones de la montaña de las tres Grandes Vueltas, además de numerosas etapas y puestos de honor en las mismas. Ha sido, junto con el español Federico Martín Bahamontes, ganador de la montaña en las tres grandes vueltas europeas.

## Biografía

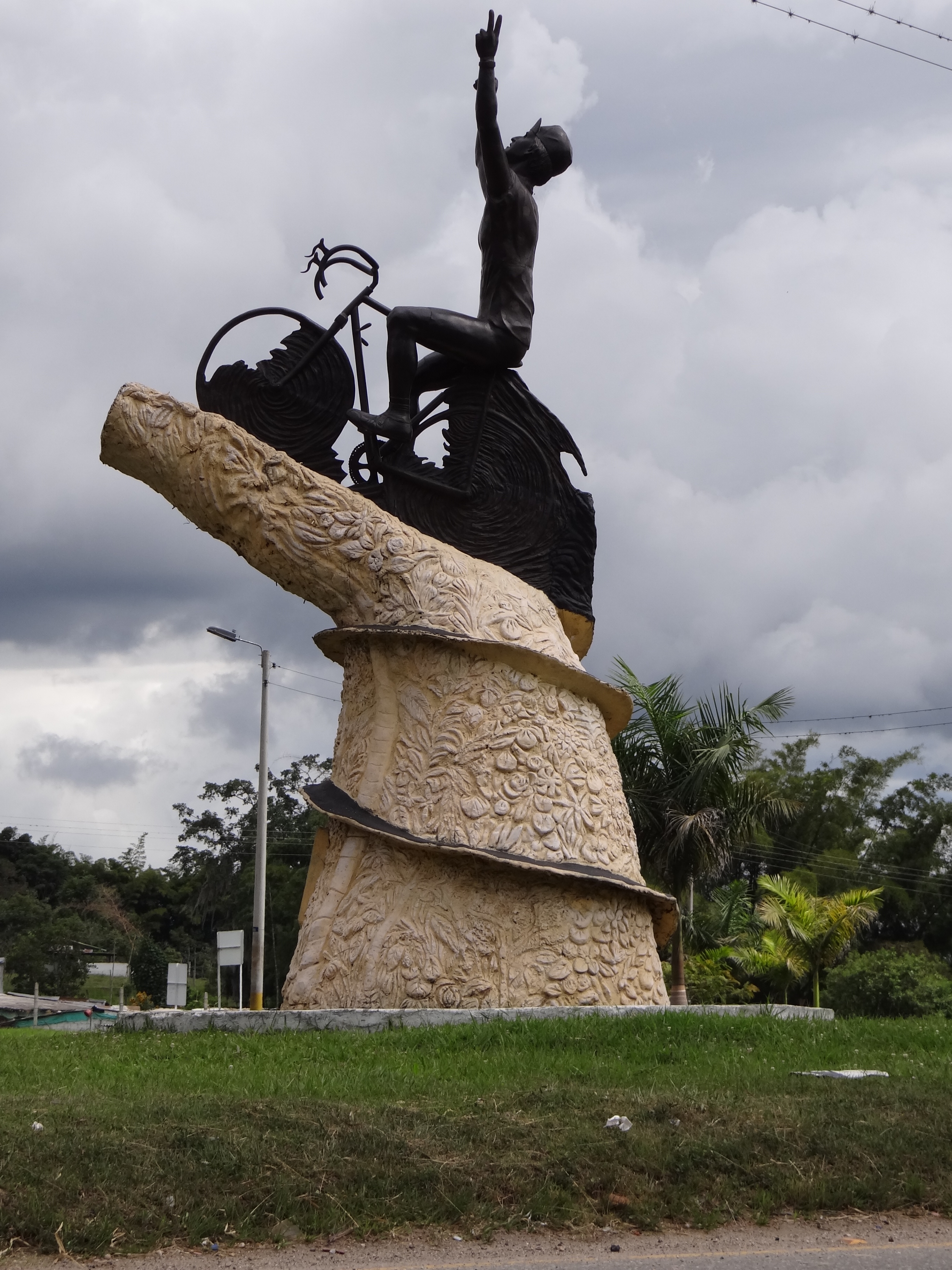
Monumento de Herrera en su ciudad natal, Fusagasugá.

Luis Alberto Herrera Herrera nació en un hogar ubicado en zona rural del municipio de Fusagasugá, Cundinamarca, conformado por sus padres Rafael y Esther Herrera, y sus hermanos Álvaro, Natividad, Rafael y Orlando. Su familia era de bajos recursos económicos por lo cual siendo adolescente debió mezclar sus estudios de secundaria con el oficio de la jardinería, el cual exigía que caminara largos recorridos, por lo cual su madre le compró su primera bicicleta, con la cual empezó a cumplir su recorrido y de paso a interesarse por el mundo del ciclismo.
El 24 de diciembre de 1991 se casó con la modelo y exreina de belleza, Judith Xiques Villa; para muchos su matrimonio forzó su retiro de la actividad ciclística, por el deseo manifiesto de Herrera por dedicarse a su familia.
En 2000 fue secuestrado por las Fuerzas Armadas Revolucionarias de Colombia (FARC-EP). El grupo guerrillero lo mantuvo retenido por espacio de 24 horas, tras las cuales fue liberado terminando al parecer por el intenso operativo policial que se desplegó para lograr su rescate. El plagió ocurrió solo dos meses después que el también exclicista Oliverio Rincón fuese retenido por otro grupo al margen de la ley en Duitama, Boyacá.
En abril de 2025, fue requerido por un juez de la República por su presunta responsabilidad de financiar e instigar la desaparición forzada y homicidio de 4 campesinos vecinos de su finca en el año 2002. De acuerdo a la declaración de los autores materiales se presume que el detonante fue la negativa de venderle sus predios y que el crimen fue instigado bajo la acusación de ser miembros de las extintas FARC. El crimen fue ejecutado por miembros del grupo al margen de la Ley Autodefensas Campesinas de Casanare al mando del narcoparamilitar Martín Llanos.

## Inicios (1980-1983)
Dio sus primeros pasos en 1980 en la XIII edición de la Vuelta de la Juventud de Colombia, ocupando la quinta casilla, distanciado del campeón Martín Ramírez en 2 minutos y 27 segundos, ganando algunos puertos de montaña y triunfando en la clasificación final de los premios de montaña.
En 1981, compitió en su primera Vuelta a Colombia en la cual ocupó el 16.º puesto a 46 minutos y 35 segundos del ganador Fabio Parra. En el Clásico RCN del mismo año, ganó la quinta etapa entre Ibagué y el Alto de La Línea, con un tiempo de 2 horas, 13 minutos y 9 segundos, aventajando por 4 segundos a Fabio Parra. Este fue su primer triunfó de importancia en alguna competencia en Colombia.
Al año siguiente, en 1982, obtuvo su primer triunfo en una competencia importante a nivel nacional; lo logró en su segunda participación en el Clásico RCN, integrando el equipo Freskola, superando a Fabio Parra quien ocupó la segunda casilla. En la competencia participó el francés Pascal Simon, ganador del Tour de l'Avenir un año antes y del escocés Robert Millar, gran rival de los colombianos en la montaña años después. En septiembre de ese mismo año participó con el equipo colombiano en el Tour de l'Avenir. Su mejor actuación fue el 19 de septiembre, con triunfo en la décima etapa entre Divonne-les-Bains y Morzine, con un tiempo de 4 horas, 34 minutos y 30 segundos, seguido por Israel Corredor y, en tercer lugar, el que sería el campeón de la prueba, el estadounidense Greg LeMond, a casi 3 minutos. Al final de la carrera ocuparía el cuarto puesto en la clasificación, a 12 minutos y 3 segundos de LeMond, y el segundo lugar en la clasificación de la montaña.
El año 1983 se impuso nuevamente en el Clásico RCN. También participó en la Vuelta a Colombia, ganó sus dos primeras etapas en esta prueba y quedó en segundo lugar en la general y conquistó el título de la montaña.

## Carrera profesional

### 1984
Sin hacerse todavía profesional, en 1984 empezó ganando el Clásico RCN donde participaron figuras como Laurent Fignon, Greg LeMond, Pascal Simon, Marc Madiot, Charly Mottet y el escalador Robert Millar. Al cumplirse la sexta etapa, Herrera asumió el liderato, desalojando a Manuel Ignacio Gutiérrez. Luego de ganar la penúltima etapa, se consagró campeón por tercera vez en esta prueba, imponiéndose también en la montaña. Adicionalmente, alcanzó su primera victoria en la Vuelta a Colombia, con lo cual Herrera estaba en buena forma para competir en el ciclismo profesional de Europa.
La carta de presentación de Herrera a nivel profesional fueron sus victorias de etapa en el Tour de Francia. El lunes 16 de julio ganó su primera etapa en el Tour con llegada en el Alpe d'Huez, con un tiempo de 4 horas, 39 minutos y 24 segundos, a un promedio de 32,4 km por hora, dejando atrás a Bernard Hinault, quien llegó a 3 minutos y 24 segundos y a Laurent Fignon, que llegó en segundo lugar a 49 s, luego de un intenso duelo. Esta fue la primera vez que un ciclista amateur ganó una etapa en el Tour.

### 1985

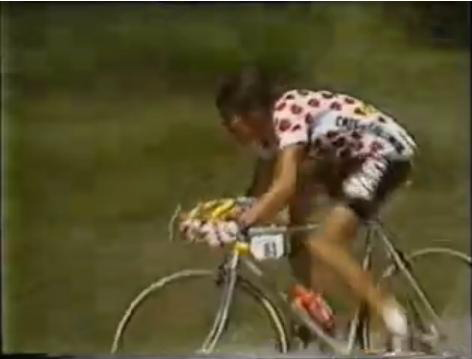
Luis Herrera bajando con su cara ensangrentada, después de una caída en la 14ª etapa del Tour de 1985 entre Autrans y Saint-Étienne.

Después de competir en el Clásico RCN de 1985, se hizo presente por primera vez en la Vuelta a España del mismo año. El equipo estaba bajo la orientación de Raúl Meza y el patrocinio de pilas Varta. La competencia la ganó Pedro Delgado y Herrera se vio obligado a abandonar por una tendinitis. Ese mismo año, ya recuperado, se adjudicó el título y la montaña de la Vuelta a Colombia, muestra del buen nivel que mantenía, lo que le sirvió para la buena campaña del Tour de Francia de 1985.
El martes 9 de julio, entre Pontarlier y la estación de esquí de Morzine-Avoriaz, Herrera hizo una magistral etapa, frente al pentacampeón europeo, Bernard Hinault. Ganó la etapa con siete segundos de ventaja sobre Hinault y subió del puesto 59 al 25 en la general y al día siguiente, junto a Fabio Parra, ganador de la etapa, llegaron juntos a Lans-en-Vercors, procedentes de Morzine.
En la 14.ª etapa volvió a triunfar en un recorrido entre Autrans y Saint-Étienne, a pesar de sufrir una aparatosa caída al bajar el premio de montaña ubicado en Croix de Chaubouret. En esa misma etapa también sufrió una caída a 100 metros de la meta el líder Hinault. Con respecto a esa etapa Herrera comentó:

"Esa fue la llegada a Saint Etienne... yo iba escapado y, por no coger una mancha de aceite, toqué el borde de la carretera, se desestabilizó la bicicleta y me caí. Pero me levanté rápido y logré ganar"

Al final, en la clasificación general del Tour, Herrera se ubicó séptimo, a una distancia de 12 minutos y 53 segundos del vencedor final. Fue ganador de la montaña con 440 puntos, seguido por Pedro Delgado. Un año después, pese a quebrantos de salud logró el subtítulo de la montaña, por detrás de Hinault.

### 1986
No tomó la salida la Vuelta a España de ese año, reservándose para el Clásico RCN, que tomó nivel internacional con la participación del múltiple campeón francés Bernard Hinault. Herrera alcanzó su cuarto título y también la montaña. Hinault ocupó un puesto secundario a 34 minutos y 58 segundos de Herrera. Fue el cuarto y último triunfo suyo en la competencia radial. Dos meses después de su victoria en el Clásico ganó por tercera vez consecutiva la Vuelta a Colombia. En esta prueba participó el español Álvaro Pino, quien un mes antes había ganado la Vuelta a España. Se ubicó 20.º a 27 minutos y 27 segundos de Herrera.

### 1987
En 1987 consiguió uno de sus mayores triunfos como ciclista profesional, al imponerse en la Vuelta a España, en la que era su segunda participación en la ronda española, tras combatir con Sean Kelly (que tuvo que retirarse a causa de un forúnculo cuando era líder de la prueba), Raymund Dietzen y Laurent Fignon.
Herrera no llegó como favorito, ni siquiera era el líder de su equipo, Café de Colombia, que le había entregado la responsabilidad de liderar al equipo a Martín Ramírez, quien había ganado el Dauphiné Libéré de 1984. Pedro Delgado, Fignon y Kelly eran los favoritos a la victoria final.
La primera semana de la prueba tuvo dos etapas contrarreloj, el prólogo y la tercera etapa, y a pesar de que Herrera no era buen contrarrelojista, no perdió mucho tiempo y permanecía a menos de tres minutos del líder Kelly.
Los dos equipos colombianos, Ryalcao Postobón y Café de Colombia, comenzaron los ataques al llegar las etapas de montaña. En la sexta etapa, la competencia llegó a los Pirineos y Herrera terminó tercero, recortando la distancia del líder. Al día siguiente, llega segundo en la etapa, quedando a 49 segundos del nuevo líder, Dietzen. Kelly es segundo.
El momento clave fue en la 11.ª etapa, entre Santander y Lagos de Covadonga, al ganar la etapa sobre un trazado de 179 km. La etapa transcurrió sin muchos sobresaltos hasta el ascenso a los Lagos. Se puso delante del grupo y comenzó a apurar el paso en las primeras rampas. Vestía una camiseta roja, que lo identificaba como líder de la montaña.

"Yo lo había visto subir, pero ese día me sorprendió.  Todos nosotros (los colombianos y los europeos) subíamos parados en los pedales y el avanzaba como en una moto, sentado en la bicicleta. Era imposible soportar el paso", según contó Pedro Saúl Morales, ciclista de Ryalcao Postobón que terminó séptimo en esa etapa.

A partir de ese momento asumió el liderato de la prueba por lapso de seis etapas seguidas, hasta perderlo transitoriamente frente a Sean Kelly, después de la contrarreloj de 24 kilómetros en Valladolid. Kelly pasó a ser líder por 42 s de ventaja sobre Herrera.
Pero al día siguiente, en el kilómetro 14 en el trayecto hacia Ávila, en la 19.ª etapa, el técnico Faustino Rupérez del equipo Kas, donde actuaba Kelly, informó del retiro del ciclista irlandés, afectado por una furunculosis. En plena carrera, Herrera asumió nuevamente el liderato, sin dejar de reconocer la amenaza del alemán Dietzen a pocos segundos. Herrera llegó a Ávila, restando tres etapas, como escolta del ganador, Laurent Fignon y aumentó la ventaja sobre Dietzen, que era de 64 segundos, los cuales mantuvo hasta el final de la prueba.
Logró el título con un tiempo de 105 horas, 34 minutos y 25 segundos. En la montaña sumó 174 puntos.
Luego de este triunfo, Herrera se consagró nacional e internacionalmente. A su regreso, el presidente de ese entonces, Virgilio Barco, le otorgó la Cruz de Boyacá, en el grado de oficial.
Después de la Vuelta a España fue subcampeón en la Vuelta a Colombia, a 27 segundos de Pablo Wilches. Se coronó campeón de la montaña del Tour de Francia y quinto en la clasificación general.
En el Tour de Francia ocupó la quinta posición y ganó el título de la Montaña, una vez más.

### 1988
Luego de disolverse la dupla triunfadora con Fabio Parra, que pasó al Kelme, Luis Herrera ganó por última vez la Vuelta a Colombia. A nivel europeo ganó con sobrados méritos la Dauphiné Libéré, donde también fue segundo en la montaña. Ese título, lo reeditó en 1991. En esa ocasión también ganó las modalidades de la regularidad, combinada y combatividad. También terminó sexto en el Tour de Francia a 14 minutos y 36 segundos del ganador Pedro Delgado.

### 1989
Participó en el Giro de Italia, ganando 2 etapas, la 13.ª, entre Padua y Tre Cime di Lavaredo y la 18.ª, entre Mendrisio y Monte Generoso y ganando la montaña con 70 puntos. Ocupó la casilla 18.

### 1991
En la Vuelta a España de ese año, volvió a ganar la etapa a los Lagos de Covadonga, que ya había ganado en 1987, asegurándose el título de la montaña.

### 1992
Fue campeón de la Vuelta a Aragón aventajando a Miguel Induráin, 4.º en la general, por 20 segundos. También fue 8.º en el Giro de Italia.Ganó la etapa 9 que terminó en el alto de Terminillo en sprint sobre 5 corredores entre ellos Miguel Induráin,

## Investigación judicial
En abril de 2025 el noticiero Noticias Uno reveló detalles de una investigación que inició contra Herrera por el delito de desaparición forzada en contra de quienes fueron sus vecinos. Según los testimonios ante la justicia de exparamilitares que estuvieron bajo las órdenes de alias Martín Llanos, Herrera los habría inducido a cometer el crimen en octubre de 2002, acusando falsamente a sus vecinos de ser milicianos de la guerrilla que lo querían secuestrar. Para esto Herrera les habría presuntamente facilitando información y recursos económicos. Más tarde, según relataron, se dieron cuenta de que los hombres no pertenecían a la guerrilla y en realidad la intención de Herrera habría sido supuestamente quitarles la tierra. Para finales de abril de 2025 no se conoce ningún pronunciamiento de Herrera o su defensa en este caso.

## Palmarés
| 1980 - 1 etapa de la Vuelta de la Juventud 1981 - 1 etapa del Clásico RCN 1982 - Clásico RCN - 1 etapa del Tour de l'Avenir 1983 - Clásico RCN - 2 etapas de la Vuelta a Colombia 1984 - Vuelta a Colombia, más 3 etapas - Clásico RCN, más 1 etapa - 1 etapa del Tour de Francia 1985 - Vuelta a Colombia, más 2 etapas - 2 etapas del Tour de Francia, más clasificación de la montaña 1986 - Clásico RCN, más 3 etapas - Vuelta a Colombia, más 1 etapa | 1987 - Vuelta a España , más 1 etapa y clasificación de la montaña - Clasificación de la montaña del Tour de Francia - 1 etapa de la Vuelta a Colombia 1988 - Dauphiné Libéré, más 1 etapa - Vuelta a Colombia, más 2 etapas 1989 - Vuelta al Valle del Cauca - 2 etapas del Giro de Italia, más clasificación de la montaña 1991 - Vuelta al Valle del Cauca - 1 etapa de la Vuelta a España, más clasificación de la montaña - Dauphiné Libéré, más 1 etapa - 1 etapa de la Volta a Cataluña 1992 - 1 etapa del Giro de Italia - Vuelta a Aragón, más 1 etapa - 1 etapa de la Vuelta a Colombia |

## Resultados en Grandes Vueltas y Campeonato del Mundo
| Carrera         | Carrera         | 1984 | 1985 | 1986 | 1987 | 1988 | 1989 | 1990 | 1991 | 1992 |
| --------------- | --------------- | ---- | ---- | ---- | ---- | ---- | ---- | ---- | ---- | ---- |
|                 | Giro de Italia  | —    | —    | —    | —    | —    | 18.º | —    | —    | 8.º  |
|                 | Tour de Francia | 27.º | 7.º  | 22.º | 5.º  | 6.º  | 19.º | —    | 31.º | —    |
|                 | Vuelta a España | —    | Ab.  | —    | 1.º  | 20.º | —    | 12.º | 13.º | Ab.  |
| Mundial en Ruta | Mundial en Ruta | —    | —    | Ab.  | —    | —    | Ab.  | —    | —    | —    |

## Récords y marcas personales
- Su triunfo en la Vuelta a España 1987, le permitió establecer las siguientes marcas:
  - Primer ciclista no europeo en ganar la Vuelta a España
  - Primer ciclista Hispanoamericano en ganar una Gran Vuelta
  - Primer ciclista Hispanoamericano en ganar la Vuelta a España
  - Primer ciclista colombiano en ganar la Vuelta a España
- Su triunfo en la etapa 17.ª del Tour de Francia 1984, le permitió establecer las siguientes marcas:
  - Primer ciclista no europeo en ganar una etapa en el Tour de Francia
  - Primer ciclista amateur en ganar una etapa en el Tour de Francia
  - Primer ciclista no europeo en ganar en Alpe d'Huez
- Primer ciclista no europeo en ganar al menos una etapa en cada una de las tres Grandes Vueltas
- Segundo ciclista en ganar la clasificación de la montaña en las tres Grandes Vueltas, junto con Federico Martín Bahamontes

## Equipos
Aficionados:
- Freskola (1982)
- Leche Gran Vía - Isla Aquitania (1983)
- - Varta (1984)

Profesionales:
- Pilas Varta - Café de Colombia (1985-1991)
  - Pilas Varta - Café de Colombia - Mavic (1985)
  - Café de Colombia - Pilas Varta (1986)
  - Pilas Varta - Café de Colombia (1987)
  - Café de Colombia (1998)
  - Café de Colombia - Mavic (1989)
  - Café de Colombia (1990)

- Postobón Manzana - Ryalcao (1991-1992)
  - Ryalcao - Manzana Postobón (1991)
  - Postobón Manzana - Ryalcao (1992)

## Controversia
En la autobiografía del exciclista Laurent Fignon, publicada en junio de 2009, llamada Laurent Fignon: Nous étions jeunes et insouciants (Laurent Fignon: éramos jóvenes e inconscientes), escribió haber sido sobornado por colombianos para dejar que Herrera ganara la Vuelta a España de 1987:

"(Cyrille) Guimard (director técnico de Fignon) nos había prevenido:
'Los colombianos nos proponen dinero para no avanzar'. En lo que a nosotros respecta, no teníamos la intención de atacar. Razón de más. Aceptamos la propuesta: 30.000 francos por corredor".

En respuesta, Herrera rechazó las afirmaciones del francés y declaró que de haber sido cierto habrían comprado también el Tour de Francia y el Giro de Italia:

"Lo que dice en su libro es una tontería. Nosotros teníamos un buen equipo y no necesitábamos de nada extraordinario para ganar. Además, había tres equipos con colombianos que podían respaldarme. Y si fue con sobornos que ganamos, ¿entonces también fueron pagados mis títulos del Dauphiné Liberé en 1988 y 1991?"